# Liparetrus pauxillus
Liparetrus pauxillus är en skalbaggsart som beskrevs av Britton 1980. Liparetrus pauxillus ingår i släktet Liparetrus och familjen Melolonthidae. Inga underarter finns listade i Catalogue of Life.